# مینا دریس
مینا دریس متولد ۱۳۶۲ در تهران، بازیگر تئاتر و خواننده موسیقی فولک و تلفیقی است که در حال حاضر ساکن آمریکاست. دریس به دو زبان عربی و فارسی خوانندگی می‌کند.

## تئاتر
- یک دقیقه و سیزده ثانیه[۳][۴]